# LGA 1356
Le LGA 1356, également appelé Socket B2, est un socket de microprocesseur Intel de type LGA (Land Grid Array) comportant 1356 broches, sorti au premier trimestre 2012. Il a été lancé en même temps que le LGA 2011 pour remplacer son prédécesseur, le LGA 1366 (socket B) et le LGA 1567. Il est compatible avec les microprocesseurs Intel Sandy Bridge-EN (également connu sous le nom de Romley-EN) et Ivy Bridge-EN.

## Description
Le LGA 1356 dispose de 1356 broches saillantes entrant en contact avec les pads du processeur. Les processeurs des sockets LGA 1356 et LGA 1366 ne sont pas compatibles entre eux car ils ont des encoches de socket différentes.
Alors que le LGA 2011 a été conçu pour les ordinateurs de bureau haut de gamme et les serveurs hautes performances, le LGA 1356 a été conçu pour le segment des serveurs bas de gamme à double processeur.
Il prend en charge la mémoire DDR3 triple canal de 64 bits et est équipé d’une connexion QPI et de 24 voies PCI Express. De son côté, le LGA 2011 prend en charge la mémoire à quatre canaux, 2 connexions QPI et 40 voies PCIe. Le socket LGA 1155, socket de bureau de la même génération supporte la mémoire double canal. Chaque canal DDR3 peut prendre en charge un DIMM supplémentaire (applicable uniquement à la DDR3 et non à la DDR3-L).
Les plans ont été divulgués au début de 2011, avec une sortie estimée au premier trimestre de 2012. En septembre 2011, la sortie était estimée à la fin du premier trimestre 2012.